# Slaget ved Det Hvide Bjerg
Slaget ved Det Hvide Bjerg 8. november 1620 var et af de tidligste slag i Trediveårskrigen og markerede slutningen på dens første fase, også kaldet Den Bøhmiske Krig.
På den ene side stod 20.000 bøhmere og lejesoldater under Christian 1. af Anhalt-Bernburg fra Den Protestantiske Union. På den anden side 25.000 mand under henholdsvis Karel Bonaventura Buquoy fra kejser Ferdinand II og grev Johann Tserclaes Tilly fra Den Katolske Liga.
Slaget endte med totalt nederlag til Bøhmen, og landet blev hurtigt løbet over ende af Den Katolske Liga og underlagt Det Tysk-Romerske Rige og senere Østrig til Tjekkoslovakiets oprettelse umiddelbart efter 1. verdenskrig.
- Wikimedia Commons har flere filer relateret til Slaget ved Det Hvide Bjerg

| Historie | Spire Denne historieartikel er en spire som bør udbygges. Du er velkommen til at hjælpe Wikipedia ved at udvide den. |

50°04′42″N 14°19′10″Ø / 50.078333333333°N 14.319444444444°Ø